# Dommeldange

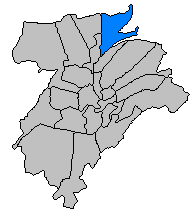
Dommeldange, a nord-est di Lussemburgo.

Dommeldange  (in lussemburghese Dummeldeng, in tedesco Dommeldingen) è un quartiere nel nord-est di Lussemburgo, capitale del Lussemburgo. Il quartiere ospita l'ambasciata cinese.
Nel 2001 il quartiere aveva una popolazione di 1 798 abitanti.

## Monumenti e luoghi d'interesse

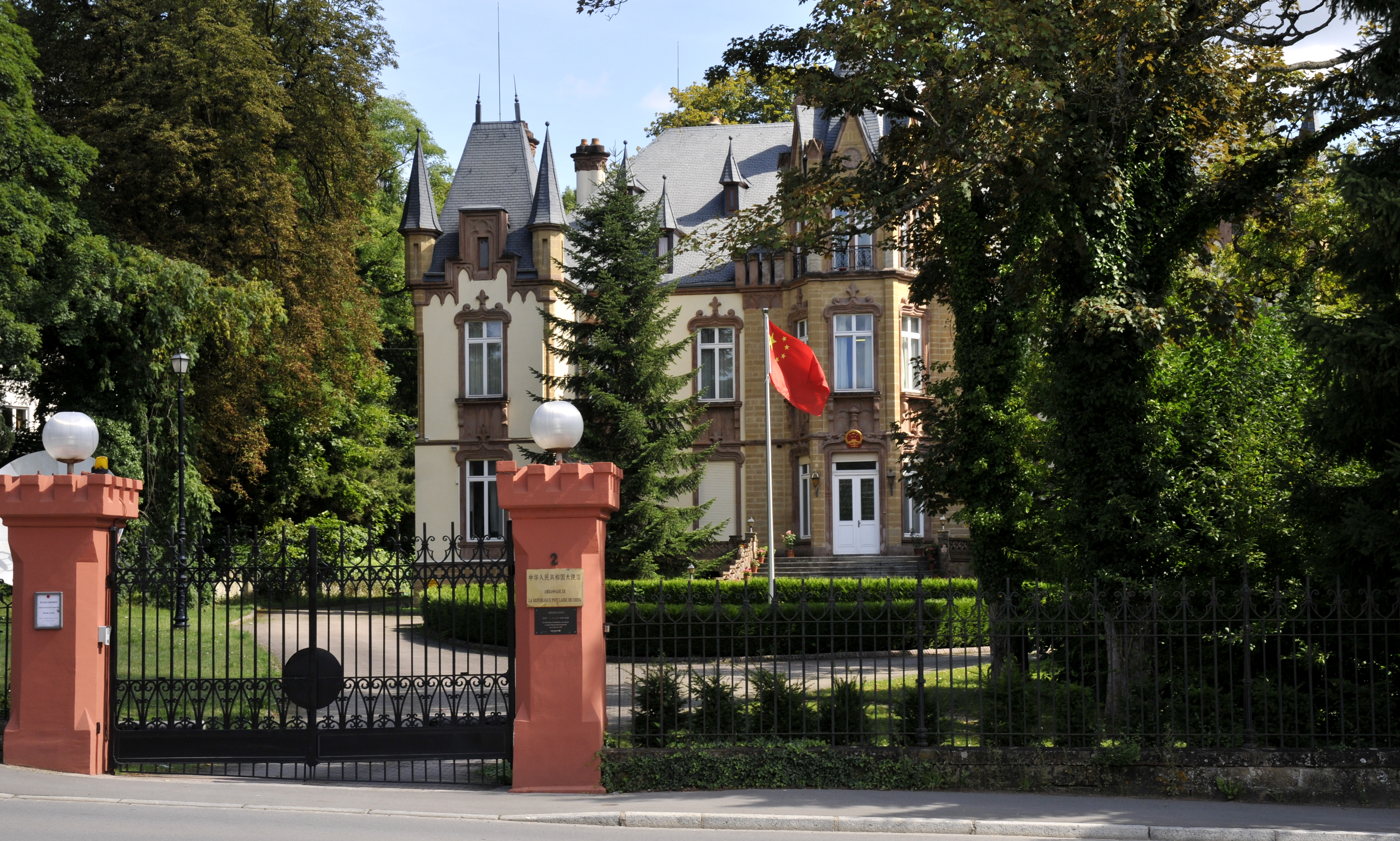
L'ambasciata cinese a Dommeldange

- Castello di Dommeldange